# Јунаци нашег доба
Јунаци нашег доба српска је телевизијска серија из 2019. године, снимљена у продукцији Телекома Србије и извршној продукцији Кошутњак филма.
Снимање серије почело је у мају 2019. Аутор серије Синиша Павић и продуцент Зоран Јанковић најавили су премијеру серије у децембру. Иако је првобитно планирано 20 епизода, редитељ Михаило Вукобратовић изјавио је да постоји могућност снимања друге сезоне, наставка, што су Синиша Павић и глумци потврдили у јануару 2020.
Прва сезона серије емитовала се од 17. децембра 2019. до 7. јануара 2020. сваког дана у 20 часова на РТС-у а током јануара и фебруара 2020. на каналу Суперстар ТВ.. Друга сезона је премијерно емитована на Суперстар ТВ-у од 23. новембра до 31. децембра 2021. године.
Музика за серију, коју је компоновао Војкан Борисављевић, представља нови аранжман песме Леа Мартина, Љубавна тема из 1977.

## Радња
Извесни Мирослав Чичановић звани „Чичко” глава је једне породице. Оженио се Мајом на четвртој години студија са којом је добио двоје деце, ћерку и сина. Након студентских дана изгубио је самопоуздање у свету за који се није припремао. Не ужива велики углед код своје деце, а још мање код супруге. Сви они живе у стану његовог оца Арсенија, професора математике у пензији. Човеку као што је Чичко, који не импонује ни ставом ни способношћу да живи здрав живот, указује се велика шанса. То ће бити његова прилика или пропаст... Радња серије усредсређује се на две породице. Једна је наизглед формирана, стабилна и обична, а друга недовршена. Њихове судбине повезаће се захваљујући младим генерацијама.

## Глумачка подела
| Насловни јунаци     | Насловни јунаци                                       | Насловни јунаци                                                    | Насловни јунаци |
| глумац              | улога                                                 | напомена                                                           |                 |
| ------------------- | ----------------------------------------------------- | ------------------------------------------------------------------ | --------------- |
| Игор Ђорђевић       | Мирослав Чичановић „Чичко”                            | Не појављује се само у 42. епизоди                                 |                 |
| Мина Лазаревић      | Маја Чичановић, девојачко Соколовић, Чичкова супруга  |                                                                    |                 |
| Бранко Цвејић       | Арсеније „Арса” Чичановић, Чичков отац                |                                                                    |                 |
| Исидора Грађанин    | Александра „Сашка” Чичановић, Чичкова ћерка           |                                                                    |                 |
| Павле Веселиновић   | Михајло Чичановић „Роналдо”, Чичков син               |                                                                    |                 |
| Ненад Јездић        | Милисав Музић „Миле Коњ”, председник странке          |                                                                    |                 |
| Раде Маричић        | Срђан Симоновић, конобар и самофинансирајући студент  |                                                                    |                 |
| Марија Вицковић     | Олга Симоновић, бединерка, Срђанова мајка             |                                                                    |                 |
| Ева Рас             | Стаменка Станивуковић „Чучук Стана”, Олгина тетка     |                                                                    |                 |
| Милутин Караџић     | Радојица Стоиљковић „Мали Радојица”, власник кафане   |                                                                    |                 |
| Светлана Бојковић   | Марија Лазовић, Мајина мајка                          |                                                                    |                 |
| Александар Берчек   | Петар Марковић „Чика Пера”, Маријин супруг            | 1. сезона                                                          |                 |
| Томислав Трифуновић | Петар Марковић „Чика Пера”, Маријин супруг            | 2. сезона                                                          |                 |
| Дејан Луткић        | Мигуел Петрусијану                                    |                                                                    |                 |
| Синиша Убовић       | Душан Величковић, Чичков кум и побратим               |                                                                    |                 |
| Предраг Смиљковић   | Тихомир Стојковић „Тика Шпиц”                         |                                                                    |                 |
| Бранимир Брстина    | Житомир „Житко” Стојковић                             |                                                                    |                 |
| Бранислав Лечић     | Професор Милићевић                                    |                                                                    |                 |
| Ненад Маричић       | Руфус, сликар и коцкар                                |                                                                    |                 |
| Војин Ћетковић      | Иван Бојанић „Бизон”, власник издавачке куће „Литера” | У 22. епизоди представља се именом Раденко, а у 42. именом Љубомир |                 |
| Милан Васић         | Ђорђе Торбица „Врућко”                                |                                                                    |                 |
| Милица Милша        | Дринка, Врућкова супруга                              |                                                                    |                 |
| Александар Дунић    | Живорад „Жика”, полицајац, Врућков шурак              |                                                                    |                 |
| Маријана Андрић     | Јована, Врућкова шурњаја                              |                                                                    |                 |
| Марко Павловски     | Витомир „Вића” Музић, Милетов син                     |                                                                    |                 |
| Tијана Чуровић      | Марина Пантић, Чичкова секретарица                    |                                                                    |                 |
| Исидора Јанковић    | Алка Торбица, Врућкова сестра                         |                                                                    |                 |
| Стефан Бузуровић    | Јован Сретеновић, адвокат                             |                                                                    |                 |
| Слободан Давинић    | Јордан Цветковић „Баничка”, роштиљџија                |                                                                    |                 |
| Мирка Васиљевић     | Зорица                                                | 2. сезона                                                          |                 |
| Катарина Жутић      | Светлана Вукашиновић „Цакана”, Бојанићева секретарица | 2. сезона                                                          |                 |
| Радослав Миленковић | Љубомир Мишић                                         | 2. сезона                                                          |                 |

| Остали ликови                | Остали ликови                                               | Остали ликови                             | Остали ликови |
| глумац                       | улога                                                       | напомена                                  |               |
| ---------------------------- | ----------------------------------------------------------- | ----------------------------------------- | ------------- |
| Даница Радуловић             | Шанкерица код Малог Радојице                                |                                           |               |
| Зоран Бабић                  | Димитрије, слуга у кући Мигуела Петрусијануа                |                                           |               |
| Снежана Весковић Заблаћански | Божана, спремачица у кући Мигуела Петрусијануа              |                                           |               |
| Милан Босиљчић               | Милорад „Мића” Маринковић, Мигуелов секретар и телохранитељ | лик се у првој сезони презивао Младеновић |               |
| Милан Антонић                | Бане, конобар код Малог Радојице                            |                                           |               |
| Бора Ненић                   | Врућков таст                                                |                                           |               |
| Добрила Илић                 | Врућкова ташта                                              |                                           |               |
| Александра Балмазовић        | Оливера „Буба”, Милетова секретарица                        |                                           |               |
| Душан Радовић                | Првуловић, санитарни инспектор                              |                                           |               |
| Сандра Бугарски              | Радмила Васиљевић, радница у архиви општине                 |                                           |               |
| Милан Михаиловић             | Отац Христивоје (поп Веља), локални парох                   |                                           |               |
| Срђан Јовановић              | Комичар с телевизије                                        |                                           |               |
| Јован Николић                | Председавајући на скупштини општине                         |                                           |               |
| Татјана Николић              | Симонида, Перина и Маријина кућна помоћница                 |                                           |               |
| Гаврило Иванковић            | Лаза (Буцко), Дринкин и Врућков син                         |                                           |               |
| Милан Милосављевић           | Колаковић                                                   | 1. сезона                                 |               |
| Слободан Стефановић          | Трајко Дамјановски „Трајче Костоломац”, надрилекар          | 1. сезона                                 |               |
| Јелена Мит                   | Јелена, кафе куварица у општини                             | 1. сезона                                 |               |
| Маја Шиповац                 | Душанова супруга                                            | 1. сезона                                 |               |
| Ненад Ненадовић              | Jавни тужилац                                               | 1. сезона                                 |               |
| Снежана Ненадовић            | Тужиочева супруга                                           | 1. сезона                                 |               |
| Маја Сабљић                  | Зина, Руфусова љубавница                                    | 1. сезона                                 |               |
| Биљана Малетић Заверла       | Чистачица код Малог Радојице                                | 1. сезона                                 |               |
| Милош Ђуричић                | Момак у кафани                                              | 1. сезона                                 |               |
| Митра Младеновић             | Девојка у кафани                                            | 1. сезона                                 |               |
| Радомир Радосављевић         | Мигуелов возач                                              | 1. сезона                                 |               |
| Данило Цмиљановић            | Крупије на рулету                                           | 1. сезона                                 |               |
| Иван Заблаћански             | Млади коцкар                                                | 1. сезона                                 |               |
| Раде Марјановић              | Милован, старији коцкар                                     | 1. сезона                                 |               |
| Миљан Прљета                 | Редар у казину                                              | 1. сезона                                 |               |
| Душан Каличанин              | Бармен у казину                                             | 1. сезона                                 |               |
| Гордана Грујић               |                                                             | 1. сезона                                 |               |
| Тања Марков                  |                                                             | 1. сезона                                 |               |
| Сања Стојанов                |                                                             | 1. сезона                                 |               |
| Петар Живановић              |                                                             | 1. сезона                                 |               |
| Петар Ристић                 |                                                             | 1. сезона                                 |               |
| Бојана Ординачев             | Новинарка на телевизији                                     | 1. сезона                                 |               |
| Павле Јеринић                | Ревизор казина                                              | 1. сезона                                 |               |
| Синиша Кукић                 |                                                             | 1. сезона                                 |               |
| Владан Савић                 | Ортопед                                                     | 1. сезона                                 |               |
| Душан Ашковић                | Вуковић, главни менаџер казина                              | 1. сезона                                 |               |
| Никола Тодоровић             | Насилник у аутобусу                                         | 1. сезона                                 |               |
| Тамара Радовановић           | Ивона Пешић                                                 | 1. сезона                                 |               |
| Марко Николић                | Мајстор из водовода                                         | 1. сезона                                 |               |
| Чарни Ђерић                  | Перишић, председник комисије за доделу награде              | 1. сезона                                 |               |
| Миодраг Крчмарик             | Рајко Пушић, сељак на пијаци                                | 1. сезона                                 |               |
| Зоран Ћосић                  | Лаза Лазаревић „Луцифер”, тренер фудбалског клуба           | 1. сезона                                 |               |
| Елена Громилић               | Колаковићева секретарица                                    | 1. сезона                                 |               |
| Даниел Сич                   | Директор института                                          | 1. сезона (Панајотовић)                   |               |
| Милорад Дамјановић           | Директор института                                          | 2. сезона (Лазовић)                       |               |
| Александар Гајин             | Чичков комшија                                              | 1. сезона                                 |               |
| Владан Гајовић               | Чичков комшија                                              | 2. сезона                                 |               |
| Лав Златар                   | Пеца, Алкин син                                             | 1. сезона                                 |               |
| Бошко Иванежа                | Пеца, Алкин син                                             | 2. сезона                                 |               |
| Маја Колунџија Зорое         | Врућкова комшиница                                          | 1. сезона                                 |               |
| Маја Колунџија Зорое         | Душанова секретарица                                        | 2. сезона                                 |               |
| Милан Громилић               | Конобар                                                     | 2. сезона                                 |               |
| Небојша Громилић             | Радник у мењачници                                          | 1. сезона                                 |               |
| Небојша Громилић             | Конобар 2                                                   | 2. сезона                                 |               |
| Марко Јеремић                | Конобар на бензинској пумпи                                 | 2. сезона                                 |               |
| Драган Вујић                 | Прлинчевић                                                  | 2. сезона                                 |               |
| Вахид Џанковић               | Извршитељ                                                   | 2. сезона                                 |               |
| Димитрије Илић               | Милован Кузмановић                                          | 2. сезона                                 |               |
| Иван Томашевић               | Др Завишић                                                  | 2. сезона                                 |               |
| Зоран Карајић                | Манојло Манојловић, пензионер од 104 године                 | 2. сезона                                 |               |
| Нина Граховац                | Радмила „Рада” Васић, спремачица из агенције                | 2. сезона                                 |               |
| Милош Влалукин               | Шеф                                                         | 2. сезона                                 |               |
| Александар Стојић            | Полицајац                                                   | 2. сезона                                 |               |
| Миљан Давидовић              | Радовановић, полицијски инспектор                           | 2. сезона                                 |               |
| Марко Лукић                  | Дечак                                                       | 2. сезона                                 |               |
| Никола Ђаковац               | Високи дечак                                                | 2. сезона                                 |               |
| Горан Вук Грађанин           | Славиша Глигоријевић, студент права                         | 2. сезона                                 |               |
| Дарија Драгосављевић         | Роналдова другарица                                         | 2. сезона                                 |               |
| Жарко Степанов               | Роналдов професор математике                                | 2. сезона                                 |               |

## Епизоде
| Сезона | Сезона | Епизоде | Епизоде | Оригинално емитовање | Оригинално емитовање |
| Сезона | Сезона | Епизоде | Епизоде | Премијера            | Финале               |
| ------ | ------ | ------- | ------- | -------------------- | -------------------- |
|        | 1.     | 21      | 21      | 17. децембар 2019.   | 7. јануар 2020.      |
|        | 2.     | 24      | 24      | 23. новембар 2021.   | 31. децембар 2021.   |